# In Blue
In Blue è il terzo album del gruppo musicale irlandese The Corrs.

## Tracce
Tutte le canzoni sono state composte dai Corrs, eccetto Breathless, Irresistible e All the Love in the World, scritte dal gruppo insieme a Mutt Lange.

### In Blue
1. Breathless – 3:28
2. Give Me a Reason – 3:29
3. Somebody for Someone - 4:00
4. Say – 4:33
5. All the Love in the World – 4:22
6. Radio – 4:14
7. Irresistible – 3:40
8. One Night – 4:38
9. All in a Day – 3:43
10. At Your Side – 3:55
11. No More Cry – 2:59
12. Rain – 4:15
13. Give It All Up – 3:28
14. Hurt Before – 4:05
15. Rebel Heart (strumentale) – 4:06

### In Blue - Special Edition
Tutte le canzoni sono state scritte dai Corrs, eccetto Breathless, Irresistible, All The Love In The World scritte dai Corrs insieme a Mutt Lange e Looking in the Eyes of Love scritta da Tricia Walker e Kostas Lazarides.

#### Disco 1
1. Breathless – 3:28
2. Give Me a Reason – 3:29
3. Somebody for Someone - 4:00
4. Say – 4:33
5. All the Love in the World – 4:22
6. Radio – 4:14
7. Irresistible – 3:40
8. One Night – 4:38
9. All in a Day – 3:43
10. At Your Side – 3:55
11. No More Cry – 2:59
12. Rain – 4:15
13. Give It All Up – 3:28
14. Hurt Before – 4:05
15. Rebel Heart (strumentale) – 4:06

#### Disco 2
1. Somebody for Someone (versione acustica) – 3:24
2. No More Cry (versione acustica) – 2:53
3. Radio (versione acustica) – 4:14
4. At Your Side (versione acustica) – 3:50
5. Love in the Milky Way (inedito) – 4:01
6. Looking in the Eyes of Love (previously unreleased) – 4:32
7. Haste to the Wedding (strumentale - live at the Lansdowne Road 1999) – 5:00

## Formazione
- Andrea Corr - voce principale, tin whistle.
- Caroline Corr - batteria, bodhrán, seconda voce.
- Jim Corr - chitarre, tastiere, seconda voce.
- Sharon Corr - violino, seconda voce.

## Classifiche
| Classifica (2000) | Posizione massima |
| ----------------- | ----------------- |
| Australia         | 1                 |
| Austria           | 1                 |
| Belgio (Fiandre)  | 2                 |
| Belgio (Vallonia) | 1                 |
| Canada            | 5                 |
| Danimarca         | 2                 |
| Finlandia         | 2                 |
| Francia           | 2                 |
| Germania          | 1                 |
| Giappone          | 11                |
| Irlanda           | 2                 |
| Italia            | 2                 |
| Malaysia          | 1                 |
| Norvegia          | 1                 |
| Nuova Zelanda     | 2                 |
| Paesi Bassi       | 2                 |
| Polonia           | 20                |
| Portogallo        | 2                 |
| Regno Unito       | 1                 |
| Repubblica Ceca   | 4                 |
| Spagna            | 1                 |
| Stati Uniti       | 21                |
| Svezia            | 1                 |
| Svizzera          | 1                 |
| Ungheria          | 11                |